# Класковский, Александр Владимирович
Александр Владимирович Класковский (род. 1958, Новый Двор, Минская область) — белорусский журналист, политический обозреватель, руководитель аналитических проектов информационного агентства БелаПАН.

## Биографические сведения
Окончил факультет журналистики БГУ в 1980 году.
Работал репортёром, обозревателем, ответственным секретарем, заместителем редактора в ежедневных газетах. Редактировал молодежный журнал «Рабочая смена» (позднее — «Парус»), газету «Знамя юности».
Был одним из разработчиков концепции интернет-газеты Naviny.by и её первым главным редактором. Выступает комментатором в программах белорусской службы Радио «Свобода», белорусской службы Польского радио, телеканала «БелСат».
Дважды был в браке, имеет четверых детей.

## Награды
- Премия имени Герда Буцериуса «Свободная пресса Восточной Европы» (2014)[2]